# Autoroute de la Fraternité et de l'Unité
L'autoroute de la Fraternité et de l'Unité (en serbo-croate : Autoput Bratstvo i jedinstvo, Братство и јединство ; en croate : Autocesta Bratstvo i jedinstvo ; en slovène : Avtocesta Bratstvo in enotnost ; en macédonien : Автопат Братство и единство) était une route qui s'étendait sur 1 180 km et traversait la République fédérative de Yougoslavie. Elle partait de la frontière autrichienne à Rateče près de Kranjska Gora au nord-ouest, passait à Ljubljana, Zagreb, Belgrade et Skopje et se terminait à Gevgelija à la frontière grecque au sud-est.
À l'époque de la République fédérative socialiste de Yougoslavie, elle constituait la seule autoroute moderne du pays et traversait quatre des républiques formant la Fédération.

## Histoire
La construction de l'autoroute a commencé à l'initiative de Josip Broz Tito, qui nomma le projet Fraternité et Unité d'après la devise de la Ligue des communistes de Yougoslavie. Une première section entre Zagreb et Belgrade, réalisée par l'Armée populaire yougoslave et des volontaires des Brigades de travail de la jeunesse, fut ouverte en 1950.
Dans les années 1960 et 1970, l'autoroute fut fréquentée par de nombreux immigrants turcs d'Allemagne de l'Ouest et d'Autriche qui rentraient dans leur pays d'origine en été et par de nombreux touristes de l'Europe du Sud-est. La voie, qui, à l'origine, était une route ordinaire, fut rapidement encombrée par les voitures et les camions. Pour pallier ce problème, plusieurs sections furent aménagées en voies de type autoroutier entre 1977 et 1991 ; furent alors ouverts un tronçon entre Kranj et Ljubljana, long de 20 km, un tronçon entre l'échangeur de Jankomir (périphérique de Zagreb) et Slavonski Brod, sur 207 km, et un tronçon Sremska Mitrovica–Belgrade–Niš, long de 277 km.
En 1991, plusieurs sections furent endommagées au cours des guerres de Yougoslavie. Par la suite, la route a été constamment améliorée et, en 2011, elle constitue une autoroute moderne sur la quasi-totalité de son parcours.

## Mythe populaire
Pendant la fréquentation massive de cette autoroute, entre 1960 et 1970, Josip Broz Tito fit construire en parallèle plus de 25 monuments répartis dans toute la Yougoslavie. Ce projet était plus communément appelé : projet Spomenik.
L'un de ces monuments fut construit dans la ville d'Otočec en Slovénie, sans qu'aucun de ces habitants ne puissent vraiment comprendre pourquoi le Maréchal Tito avait choisi leur commune.
Après la chute de l'ex-Yougoslavie, certains des habitants témoigneraient de la destruction de ce monument par des nationalistes slovènes en 1991.
Ce "mythe" populaire yougoslave se construit autour du non-référencement du monument de la ville d'Otočec. Pour des raisons encore méconnues aucun des anciens pays fédérés ne dévoilaient d'informations à ce sujet.
Certaines thèses complotistes divulguées par Ivan Kremer affirmeraient que le monument aurait été construit pour témoigner d'un crash d'objet volant non-identifié en 1966 dans la ville Slovène.

## Classement international
Depuis 1975, la route recouvre en partie le réseau des routes européennes :
- la route européenne 61 : Villach–Kranj–Ljubljana
- la route européenne 70 : Ljubljana–Zagreb–Sisak–Slavonski Brod–Belgrade
- la route européenne 75 : Belgrade–Niš–Skopje-Vélès–Thessalonique.

| |  |  |
| L'autoroute de la Fraternité et de l'Unité près d'Otočec, en Slovénie, à gauche dans son aspect original ( mars 2005) et à droite avec le viaduc de l'autoroute A2 (mars 2008) |  |  |

Depuis 1994, la route fait également partie du Corridor paneuropéen X, qui s'étend de Salzbourg à Thessalonique.

## Classement national
- Slovénie - Autoroute A2
- Croatie - Autoroute A3
- Serbie - Autoroute A3 - Autoroute A1
- Macédoine du Nord - Autoroute A1